# Franjo Durst
Franjo Durst (Zagreb, 6. rujna 1875. – Zagreb, 16. rujna 1958.) je bio hrvatski liječnik, osnivač ginekologije u Hrvatskoj. 

## Životopis
Pohađao je Klasičnu gimnaziju u Zagrebu koju je završio 1893. godine. Studirao je medicinu u Grazu. Diplomirao je 1899. Izučio je i kirurgiju u Bolnici sestara milosrdnica u Zagrebu kod dr. Wickerhausera. Radio je u zagrebačkom Zemaljskom rodilištu. Predstojnik od 1905. 1907. postao je profesor na Primaljskom učilištu. 1921. godine pretvorio je Zemaljsko rodilište u Ginekološku kliniku, prvu takve vrste o ovom dijelu Europe. Klinici je bio voditelj do 1952. godine. Bio je redoviti profesor Medicinskog fakulteta u Zagrebu od 1921., a dekan na istom fakultetu školske godine 1929./1930. 1931. osnovao je Institut za radium terapiju. 1935. je godine izabran za počasnog člana Zbora liječnika Hrvatske. Od 1950. redovni član JAZU. Prvi je koji je u Hrvatskoj ujedinio porodništvo i ginekologiju u jednu cjelinu. Uviđao je važnost izobrazbe primalja radi sigurnosti porođaja i smanjenje smrtnosti žena i novorođenčadi, zbog čega je podigao razinu stručne izobrazbe na zavidnu visinu. Bio je uvjereni protivnik arteficijelnog abortusa.
Bio je ljubitelj glazbe, automobila, mačevanja i jahanja.